# Kaylene Corbett
Pour les articles homonymes, voir Corbett.
Kaylene Corbett, née le 15 juin 1999 à Bloemfontein, est une nageuse sud-africaine spécialiste des épreuves de brasse.

## Carrière
Kaylene Corbett obtient quatre médailles d'or aux Championnats d'Afrique de natation 2016 à Bloemfontein, sur 50, 100 et 200 mètres brasse ainsi que sur 4 x 100 mètres quatre nages.
Elle prend part au 50 et 200 mètres brasse aux championnats du monde de 2017 mais est éliminée en series.
Aux Jeux africains de 2019, elle est médaillée d'or sur 50, 100 et 200 mètres brasse, sur 4 x 100 mètres quatre nages et sur 4 x 100 mètres quatre nages mixte.
Elle termine cinquième de la finale du 200 mètres brasse aux Jeux olympiques d'été de 2020 à Rio de Janeiro.
Aux Jeux du Commonwealth de 2022, elle obtient le bronze sur le 200 mètres brasse derrière sa compatriote Tatjana Schoenmaker.